# Білгорайський повіт
Білгорайський (Білґорайський) повіт (пол. powiat biłgorajski) — один з 20 земських повітів Люблінського воєводства Польщі. Утворений 1 січня 1999 року в результаті адміністративної реформи.

## Загальні дані
Повіт розташований у південній частині воєводства. Адміністративний центр — місто Білгорай. Станом на 1.01.2008 населення становить 103 759 осіб, площа 1681,1 км².

## Демографія
Демографічні дані повіту станом на 30.06.2005:
|       | Всього  | Всього | Жінки  | Жінки | Чоловіки | Чоловіки |
| ----- | ------- | ------ | ------ | ----- | -------- | -------- |
|       | осіб    | %      | осіб   | %     | осіб     | %        |
| Повіт | 104 501 | 100    | 52 872 | 50,6  | 51 629   | 49,4     |
| Міста | 34 353  | 100    | 17 668 | 51,4  | 16 685   | 48,6     |
| Села  | 70 148  | 100    | 35 204 | 50,2  | 34 944   | 49,8     |

## Історія
Новопосталою польською владою у листопаді 1918 р. відтворений колишній Білгорайський повіт Люблінської губернії у межах до 1912 р. (до приєднання територій з переважним українським населенням до новоутвореної Холмської губернії). 14 серпня 1919 року повіт включений до новоутвореного Люблінського воєводства.
За офіційним переписом населення Польщі 10 вересня 1921 року населення повіту становило 91 016 осіб (43 451 чоловіки та 47 565 жінок), налічувалося 16 162 будинків. Розподіл за релігією: 65 889 римо-католиків (72,39 %), 15 883 православних (17,45 %), 9056 юдеїв (9,95 %), 177 греко-католиків (0,19 %), 10 євангельських християн та 1 нерелігійний. Розподіл за національністю: 70 534 поляків (77,50 %), 12 621 українців (13,87 %), 7810 євреїв (8,58 %), 51 особа інших національностей (0,06 %).
1 січня 1923 р. до повіту приєднані гміни (волості) Фрамполь і Горай, які були вилучені з Замойського повіту.
1 квітня 1923 р. з повіту вилучена гміна (волость) Майдан Сопітський (за винятком сіл Довгий Кут, Гамерня, Ізбиці, Сідлиська і Станіславів, які залишені в повіті і включені до гміни Олександрів), яка була приєднана до Томашівського повіту.
1 квітня 1927 р. з гміни Сіль село Марголі передане до гміни Олександрів, а села Бродаки, Корчів, Округле і Смольське — до гміни Пуща Сільська, з якої вилучені села Бояри і Рожнівка з фільварком Рожнівка та включені до міста Білгорай.
1 квітня 1930 р. ліквідована ґміна Горай, а її територія приєднана до ґміни Фрамполь, з якої вилучені 37,4 га лісу і включені до ґміни Пуща Сільська, а через 9 років рішенням міністра внутрішніх справ 11 липня 1939 р. ця ліквідація відмінена.
Відповідно до договору про радянсько-польський кордон 1945 року, Білгорайський повіт, як і вся Холмщина, увійшов до складу Польщі. 9 вересня 1944 року в Любліні за вказівкою верховної радянської влади було укладено угоду між Польським комітет національного визволення та урядом УРСР, що передбачала польсько-український обмін населенням. З 15 жовтня 1944 по серпень 1946 року в Україну з Білгорайського повіту було депортовано 16 523 осіб (з 18 034 взятих на облік до виселення).
Втім, як пізніше з'ясувалося деяким українцям вдалося уникнути переселення, тому в 1947 році польська комуністична влада почала готувати вже нову депортацію, відому як операція «Вісла». За польськими підрахунками станом на 1 серпня 1947 року в повіті налічувалося 2130 українців (926 родин), які підлягали виселенню в північно-західні воєводства.